# Миаулис (эсминец)
«Миаулис» (греч. ΒΠ Μιαούλης) — греческий эскортный миноносец типа «Хант». Строился в Англии для Королевского флота под именем HMS Modbury (L91). Ещё на стапеле был передан Королевскому греческому флоту, понёсшему тяжёлые потери в начале Второй мировой войны. Включён в состав греческого флота 12 ноября 1942 года под именем «Миаулис» (L91). Назван в честь одного из самых известных моряков Греческой революции — адмирала Андреаса Миаулиса.

## Служба
Эскортный миноносец «Modbury» относился к большой серии однотипных кораблей, заказанных британским флотом в 1939—1940 годах. Корабль не вошёл в состав Королевского флота Великобритании, поскольку ещё на стапеле был передан ВМС союзной Греции. Церемония передачи и подъёма греческого флота состоялась 12 ноября 1942 года на верфи строителя. Корабль был принят одним из самых известных греческих подводников периода Греко-итальянской войны 1940—1941 годов, командиром подводной лодки «Папаниколис» капитаном 2-го ранга  Мильтиадом Йатридисом.
Обойдя Африку, в марте 1943 года «Миаулис» пришёл в Порт-Саид. Эсминец принял участие в блокаде Туниса, позднее поддерживал высадку десанта в Сицилийской операции.
Под командованием коммандера К. Никитиадиса «Миаулис» принял участие в Додеканесской операции , во время проведения которой 10 октября 1943 года спас экипаж британского эсминца HMS Panther (G 41). Через несколько дней, 15 октября, совместно с другим британским эсминцем в один день потопил немецкие грузовое судно, десантный корабль и торпедный катер. 
После освобождения Греции в октябре 1944 года эсминец остался в составе ВМС Греции в статусе британского займа. «Миаулис» принял участие в Гражданской войне 1946—1949 годов. Возвращён Великобритании в 1960 году и продан на лом.

## Предшественники
- Миаулис (канонерская лодка). Вошла в состав флота в 1833 году, выведена из состава флота в 1872 году.
- Миаулис (крейсер). Вошёл в состав флота в 1879 году, выведен из состава флота в 1912 году.

## Наследники
- Миаулис, эсминец серии Allen Sumner / FRAM II, бывший американский USS INGRAHAM (DD 694). Вошёл в состав флота в 1971 году, выведен из состава флота в 1992 году.